# Georg Renatus Solta
Georg Renatus Solta (Viena, 18 de abril de 1915 – 2 de mayo de 2005) fue un lingüista austriaco que se especializó en lingüística balcánica.

## Biografía
Nacido en Viena, Georg Renatus Solta pasó todos sus días escolares en Linz. El 13 de junio de 1934, aprobó su Matura con distinción en la escuela secundaria humanística. En el otoño de 1934 comenzó sus estudios en la facultad filosófica de la Universidad de Viena. Además de la lingüística indoeuropea comparada, también estudió filología clásica y estudios romances. Comenzó su carrera universitaria como bibliotecario en el Instituto de Estudios Indoeuropeos el 1 de julio de 1938, antes de su doctorado. A partir del 1 de julio de 1940 pasó al puesto de ayudante.
Los profesores Paul Kretschmer, Wilhelm Havers y Albin Lesky fueron de gran importancia para su futura carrera. El tema de su disertación fue "Altitalische Ortsnamenstudien" (Estudios de nombres de lugares en cursiva antigua). El 20 de julio de 1939 recibió su doctorado en filosofía. Según las propias declaraciones de Solta, su maestro judío Norbert Jokl, que fue asesinado en junio de 1942, fue su modelo a seguir más importante. Jokl fue uno de los fundadores de los Estudios albaneses.
Después de una pausa relacionada con una enfermedad, Solta pudo continuar su carrera desde 1949 como asistente de investigación. Su Habilitación en 1953 (sobre la posición del idioma armenio dentro de los idiomas indoeuropeos) no cambió nada al principio. No fue hasta 1955 que volvió a ser asistente en el Instituto Indoeuropeo, en 1967 fue nombrado profesor asociado y en 1973 fue nombrado profesor titular de lingüística indoeuropea.
En 1984 fue elegido miembro correspondiente de la clase histórico-filosófica de la Academia de Ciencias de Austria. Solta, cuyo carácter, según declaraciones unánimes de sus compañeros y alumnos, se caracterizó por la más alta modestia e integridad personal, falleció el 2 de mayo de 2005.

## Trabajos
- 1939, Altitalische Ortsnamenstudien (Estudios de nombres de lugares italianos antiguos), Viena (disertación)
- 1953, Zur Stellung des Armenischen innerhalb der indogermanischen Sprachen (Sobre la posición del armenio dentro de las lenguas indoeuropeas), Viena (habilitación)
- 1960, Die Stellung des Armenischen im Kreise der Indogermanischen Sprachen (La posición del armenio entre las lenguas indoeuropeas), Viena
- 1965, Palatalisierung und Labialisierung (Palatalización y labialización), IF 70, 276–315.
- 1974, Zur Stellung der lateinischen Sprache (Sobre la posición de la lengua latina), ISBN 3700100426.
- 1980, Einführung in die Balkanlinguistik mit besonderer Berücksichtigung des Substrats und des Balkanlateinischen (Introducción a la lingüística balcánica con especial atención al sustrato y al latín balcánico), ISBN 3534076257.
- 1997, con G. Deeters y V. Inglisian: Armenisch und Kaukasische Sprachen (Lenguas armenias y caucásicas), ISBN 9004008624.